# Huỳnh Ngọc Huệ
Huỳnh Ngọc Huệ (1914 – 1949), Đảng viên Đảng Cộng sản Việt Nam, nguyên Bí thư Thành ủy Đà Nẵng, lãnh đạo Ủy ban khởi nghĩa thành phố (năm 1945), và là Đại biểu quốc hội của tỉnh Quảng Nam khóa 1 (1946). Ngoài ra, ông còn là một trong những người sáng lập Tổng Liên đoàn Lao động Việt Nam và là Ủy viên chấp hành Liên hiệp Công đoàn Thế giới. Với nhiều đóng góp cho cách mạng Việt Nam, ông đã được nhà nước trao tặng Huân chương Hồ Chí Minh.

## Tiểu sử
Huỳnh Ngọc Huệ còn có bí danh là Hoa, Ngọc và Hồng Chinh, sinh ngày 10 tháng 8 năm 1914 trong một gia đình nông dân có truyền thống cách mạng tại làng Mỹ Hòa, tổng Mỹ Hòa, nay thuộc xã Đại Hòa, huyện Đại Lộc, tỉnh Quảng Nam.

## Cuộc đời
Trời làm đủ khổ chưa trời

Có ông Cách mạng qua đời còn non

Phần thì chưa vợ chưa con

Chết chôn chót núi, đầu non một mình

Buổi chôn đông quá biểu tình

Các vị đại biểu về đình An Ba

Phần thì không thấy mẹ cha

Nhân dân, công xưởng đưa ra đăng đồng

Phần thì nhà máy, cơ quan

Đình mọi công việc để đưa chàng Huệ đi

Giấy mực ông đã rành rồi

Lao động quốc tế đứng trong Chấp hành

Từng khuyên các chị các anh

Ta làm cách mạng để dành mai sau

Bây giờ phát bệnh tới đau

Ông Thêu, ông Khiếu nuôi nhau tận tình

Chết rồi đưa đã về đình

Đồng bào đế chế thực tình cánh tay

Anh em dân quân tận tụy cả ngày

Đưa Huỳnh Ngọc Huệ chôn rày núi cao

Toàn dân khóc đã ào ào

Bó người nằm đất đưa vào huyệt sâu.
Năm 1934, Huỳnh Ngọc Huệ tốt nghiệp loại giỏi trường Kỹ nghệ Thực hành Huế và được nhà trường giữ lại làm giáo viên. Trong khoảng thời gian này, ông đã trở thành một trong những nòng cốt của phong trào thanh niên tại Huế. Cuối năm 1937, ông cùng với Tố Hữu và Đào Duy Dếnh được cử làm đại diện của Đoàn Thanh niên Dân chủ trong nhà trường và Hội hướng đạo; làm Thư ký hội Ái hữu trường Kỹ nghệ Thực hành Huế. Cũng trong năm này, ông được kết nạp vào Đảng Cộng sản Đông Dương, sinh hoạt chi bộ ghép giữa hai trường Kỹ nghệ và Quốc học đồng thời trở thành Bí thư Chi bộ đầu tiên. Ngày 26 tháng 3 năm 1938, Đoàn thanh niên dân chủ Huế được thành lập, Huỳnh Ngọc Huệ cùng với Tố Hữu và đào Duy Dếnh đều được cử vào Ban lãnh đạo.

### Ba lần bị bắt
Tháng 4 năm 1940, Huỳnh Ngọc Huệ bị Thực dân Pháp bắt giam tại nhà lao Thừa Phủ. Đầu năm 1941, ông bị đày lên Đăk Glei (Kon Tum) và gặp được nhà thơ Tố Hữu tại đây. Cũng tại nhà ngục Đăk Glei này, Huỳnh Ngọc Huệ đã được Tố Hữu tặng cho bài thơ "Tiếng hát đi đày". Tháng 3 năm 1942, ông cùng với Tố Hữu tổ chức vượt ngục thành công, nhưng chỉ vài tháng sau ông lại bị Pháp bắt tại Đà Nẵng và đưa về Đăk Glei. Đến năm 1944, ông lại cùng Nguyễn Duy Trinh, Chu Huy Mân và Hà Thế Hạnh tổ chức vượt ngục. Vừa về đến Đại Lộc không bao lâu, ông lại bị thực dân Pháp bắt đưa ra nhà tù Hỏa Lò và không lâu sau thì chuyển về Nhà lao Con Gà Tourane (Đà Nẵng).
Ngày 10 tháng 3 năm 1945, sau khi Nhật đảo chính Pháp, Huỳnh Ngọc Huệ được thả ra, ông trở về hoạt động ở Đà Nẵng. Đến tháng 5, trong một cuộc họp bí mật trên sông Thu Bồn, ông được bổ sung vào Ban chấp hành Tỉnh ủy Quảng Nam, sau đó được cử giữ chức Bí thư Thành ủy Đà Nẵng. Tháng 7, Mặt trận Việt Minh thành phố ra đời với tên gọi "Mặt trận Việt Minh thành Thái Phiên", ban thường trực Mặt trận gồm có 7 người là Huỳnh Ngọc Huệ, Lê Văn Quý, Nguyễn Trác, Nguyễn Thị Phi, Nguyễn Xuân Lâm, Nguyễn Văn Tôn và Lê Văn Mậu.

### Giành chính quyền ở Quảng Nam và Đà Nẵng
Ngày 13 tháng 8, ngay khi vừa biết tin Nhật Bản chuẩn bị đầu hàng Đồng Minh, ông đã tức tốc chạy về Tam Kỳ để báo tin. Theo đó, Tỉnh ủy Quảng Nam quyết định phát động toàn dân nổi dậy giành chính quyền, không cứng nhắc chờ lệnh của Trung ương hoặc Xứ ủy Trung kỳ nữa. Ngày 16 tháng 8, Ủy ban Khởi nghĩa thành phố được thành lập: Lê Văn Hiến làm Trưởng ban, Huỳnh Ngọc Huệ làm Phó ban thường trực. Nhờ thông tin tình báo của Huỳnh Ngọc Huệ và quyết định kịp thời của Tỉnh ủy mà Quảng Nam trở thành 1 trong 4 tỉnh thành giành chính quyền sớm nhất cả nước trong Cách mạng Tháng Tám.
Sáng ngày 26 tháng 8, dưới sự chỉ huy của Lê Văn Hiến và Huỳnh Ngọc Huệ, Đà Nẵng đã giành được chính quyền, lá cờ đỏ sao vàng được cắm trên nóc Tòa Đốc lý Tourane (tên của Đà Nẵng thời bấy giờ do Pháp đặt). Sau khi Cách mạng Tháng Tám thành công, Huỳnh Ngọc Huệ đã chỉ đạo Nguyễn Văn Dung và một số cán bộ kỹ thuật nghiên cứu chế tạo thành công súng tiểu liên Sten kiểu Pháp. Từ đây đưa đến sự hình thành các binh công xưởng Phan Đăng Lưu, Cao Thắng, rồi tiến đến thành lập các xưởng vũ khí QB140, QB 150, QB 160 và Hạ Lào để trang bị vũ khí cho lực lượng vũ trang địa phương. Đến năm 1951, Quảng Nam – Đà Nẵng đã có 5 xưởng sản xuất vũ khí và có công xưởng mang tên Huỳnh Ngọc Huệ.

### Sau Cách mạng Tháng Tám
Tháng 9 năm 1945, sau khi Xứ ủy Trung kỳ được thành lập lại, Nguyễn Chí Thanh – Ủy viên Trung ương Đảng – được cử làm Bí thư, Tố Hữu làm Phó Bí thư và Huỳnh Ngọc Huệ được cử làm Ủy viên Thường vụ, phụ trách Công vận Xứ ủy Trung kỳ. Đến tháng 10, Xứ ủy lại giao cho Huỳnh Ngọc Huệ làm Thư ký Hội Công nhân cứu quốc Trung Bộ. Tháng 12, Huỳnh Ngọc Huệ được Mặt trận Việt Minh tỉnh Quảng Nam – Đà Nẵng giới thiệu ra ứng cử Đại biểu Quốc hội.
Sang năm 1946, sau khi đắc cử trở thành Đại biểu Quốc hội Khóa I, Huỳnh Ngọc Huệ là một trong những người tham gia sáng lập Tổng Liên đoàn Lao động Việt Nam; tổ chức Đại hội thành lập Liên đoàn Lao động Trung Bộ; được cử vào Ban Chấp hành Liện hiệp công đoàn thế giới. Cũng trong khoảng thời gian đầu năm 1946 này, Huỳnh Ngọc Huệ đã được cử làm Chủ nhiệm kiêm thư ký tòa soạn báo Tay Thợ – "Cơ quan tuyên truyền tranh đấu của công nhân Trung Bộ". Trước tết nguyên đán 1946, Huỳnh Ngọc Huệ đã dành ra số báo thứ 2 của tờ Tay Thợ để mừng tết đầu tiên sau khi độc lập, ngay trang nhất của tờ báo, ông đã cho in tranh vẽ Hồ Chí Minh của họa sĩ Trần Đức Thọ với ghi chú "Hồ Chí Minh – Người cha già của dân tộc Việt Nam".
Tháng 4 năm 1946, Huỳnh Ngọc Huệ được bầu làm Phó Bí thư của Xứ ủy Trung kỳ. Ngày 27 tháng 5, Hội nghị đại biểu công nhân toàn quốc họp ở Hà Nội đã quyết định thành lập Tổng liên đoàn Lao động Việt Nam, ông được giữ chức Tổng thư ký và được cử vào Ban Chấp hành Liên hiệp Công đoàn Thế giới. Cuối năm 1946, chuẩn bị cho cuộc kháng chiến chống thực dân Pháp, Huỳnh Ngọc Huệ được giao thêm nhiệm vụ trực tiếp chuẩn bị chiến trường Quảng Nam– Đà Nẵng, đồng thời trở thành Chính uỷ đầu tiên của mặt trận này.

### Qua đời
Anh ra đi, tập vở dày đang đọc

Gia tài riêng: chồng sách ở đầu giường

Cùng giấy tờ xếp gọn trong rương

Hai bộ áo màu xanh vải thợ
Lưu Đào
Tháng 3 năm 1949, tại Đại hội Đảng bộ Liên khu V lần thứ I, Huỳnh Ngọc Huệ được bầu làm Phó Bí thư Liên khu ủy. Trong khoảng thời gian này, ông phụ trách trường Đảng ở rừng núi Phú Yên. Ngày 27 tháng 4, khi đang trên đường từ Quảng Ngãi ra Việt Bắc để nhận công tác mới, ông qua đời vì bị nhiễm trùng uốn ván. Đã xuất hiện những bài vè, bài thơ thể hiện sự thương tiếc của người dân Trung bộ đối với sự ra đi của ông. Ông được chôn cất ở Gò Cao, xã Hành Thịnh, huyện Nghĩa Hành, tỉnh Quảng Ngãi; về sau mộ ông được di dời về Nghĩa trang Gò Cà (Đại Hiệp, Đại Lộc).
Dưới sự ảnh hưởng và đóng góp của Huỳnh Ngọc Huệ cho phong trào cách mạng ở Trung bộ, nhiều tổ chức Đảng, công xưởng, trường học mang tên ông được thành lập. Ủy ban nhân dân tỉnh Quảng Nam đã thành lập một "Giải thưởng Huỳnh Ngọc Huệ" để trao cho đoàn viên công đoàn có thành tích xuất sắc trong phong trào thi đua yêu nước.